# Aventures dans le monde perdu de Sir Conan Doyle
Pour les articles homonymes, voir Lost World (homonymie) et Le Monde perdu.
Aventures dans le monde perdu de Sir Conan Doyle est une série télévisée d'animation franco-canado-luxembourgeoise de 26 épisodes de 22 minutes, créée en 2000-2001 d'après le roman Le Monde perdu d'Arthur Conan Doyle et diffusée à partir de novembre 2002 sur Direct 8.

## Synopsis
Au début du 20e siècle, une expédition part aux confins de l'Amérique du Sud, dans l'espoir de trouver le Monde Perdu, mais les explorateurs se retrouvent prisonniers sur un plateau (une immense jungle entourée de montagnes), rempli de créatures préhistoriques cohabitant avec les Ayaras, anciens descendants du peuple Incas. Chaque jour est une nouvelle aventure pour Billy, intrépide explorateur de 12 ans, et pour son amie, Mina, audacieuse Princesse Ayara.

## Épisodes
1. Le grand chambardement[1]
2. Magie noire[2]
3. Zone dangereuse
4. La clé de la cité interdite
5. Un ami dans le besoin
6. Atterrissage mystérieux
7. La fosse aux trésors
8. Le Huari
9. Le retour de Roda-Rath
10. L'œuf du T-Rex
11. Le monstre électrisant
12. L'éveil du dragon
13. L'apprenti Chaman
14. Les as du ciel
15. L'affrontement
16. Le pont de glace
17. Shaniuqua
18. L'initiation de Billy
19. Le réveil de Pacha Mama
20. Poussières d'étoiles
21. L'esprit des falaises
22. Le retour du Huari
23. La légende de Taycanamo
24. Vision de cristal
25. La poursuite
26. L'épidémie

## Diffusion
La série a aussi été diffusée sur Télétoon et Télétoon+1, et continue de l'être sur la RTBF.